# Papita

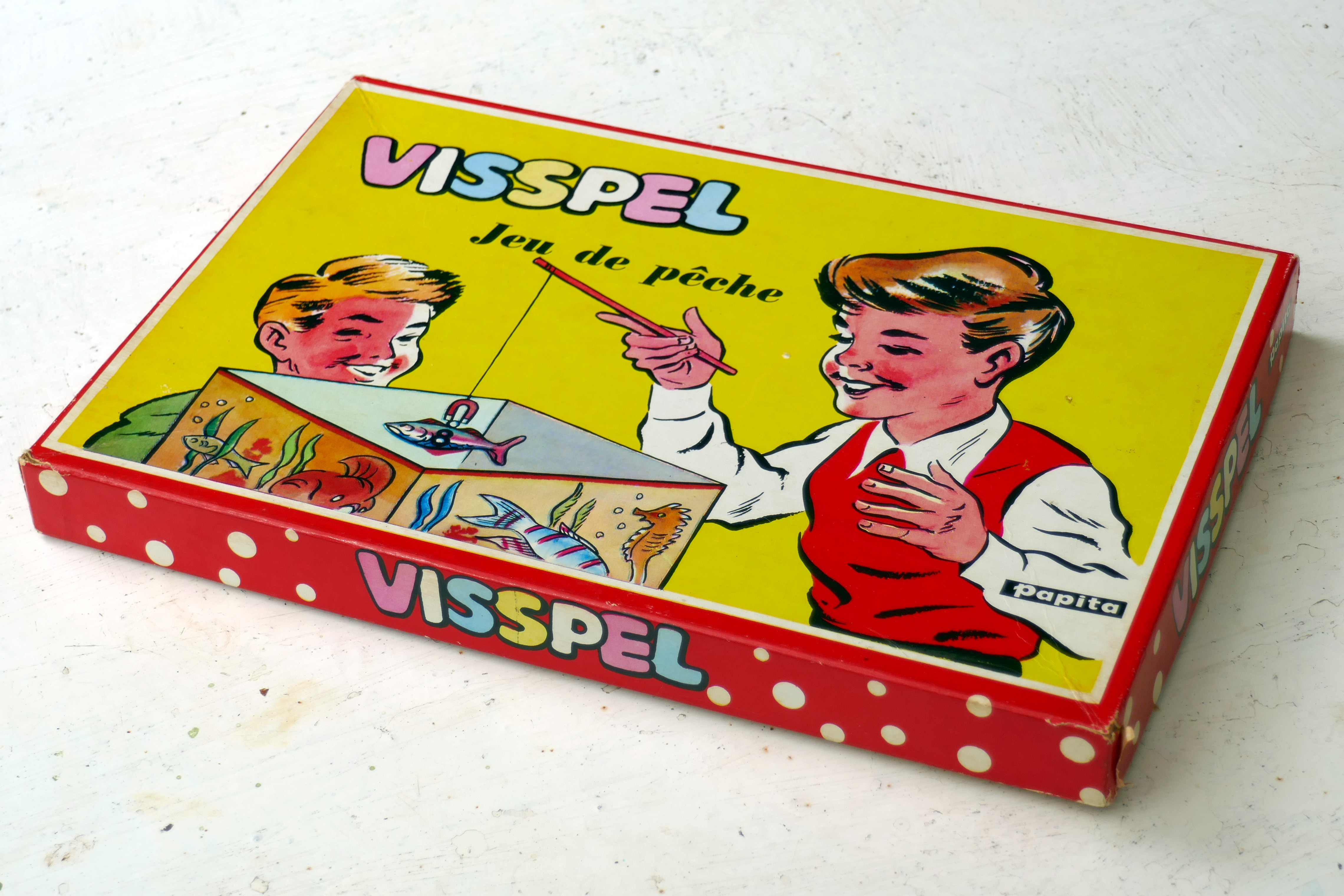
Een visspel van Papita

Papita is een historisch merk van gezelschapsspellen dat oorspronkelijk een merknaam was van Nederlandse Spellenfabriek.

## Producties (selectie)
- Backgammon (1983)
- Bingo (1970 of eerder)
- Tic Tac Toe (?)
- Ganzenbord (1975)
- Halma (?)
- Hoedje wip (1965)
- Mens erger je niet! (1985)
- Poker (1976)
- Suske en Wiske-spel (1981)
- Visspel/Aquarium (1965)
- Vlooienspel (1975)
- World Cup (1979)